# Nava (kommun i Spanien, Asturien)
Nava är en kommun i Spanien. Den ligger i den autonoma regionen Asturien i norra delen av landet, 400 km norr om huvudstaden Madrid. Antalet invånare är 5 203 (2024). Arean är 95,81 kvadratkilometer. Nava gränsar till Siero, Sariego, Villaviciosa, Cabranes, Piloña, Laviana och Bimenes. 